# Qualificazioni al campionato mondiale di calcio 1962 - NAFC e CCCF
Le qualificazioni si articolano su due turni di gioco:
- Primo Turno: 7 squadre (il Canada si ritira prima dell'inizio delle partite) sono suddivise in 3 gruppi di 2 o 3 squadre ciascuno (il gruppo 1 con nazionali nordamericane, il gruppo 2 con nazionali centroamericane e il gruppo 3 con nazionali caraibiche). In ogni gruppo ciascuna squadra affronta le altre sia in casa che in trasferta. Le vincenti dei gruppi accedono al girone finale.
- Girone Finale: Girone articolato su 3 squadre in cui ciascuna squadra affronta le altre sia in casa che in trasferta. La vincente del girone accede al Play-off Intercontinentale CONMEBOL/CCCF/NAFC.

## Primo Turno (CCCF/NAFC)

### Gruppo 1
| Data             | Luogo             | Squadra 1   | Risultato | Squadra 2   |
| ---------------- | ----------------- | ----------- | --------- | ----------- |
| 6 novembre 1960  | Los Angeles       | Stati Uniti | 3 - 3     | Messico     |
| 13 novembre 1960 | Città del Messico | Messico     | 3 - 0     | Stati Uniti |

| Pos | Squadra     | Pti      | G        | V        | N        | P        | GF       | GS       |
| --- | ----------- | -------- | -------- | -------- | -------- | -------- | -------- | -------- |
| 1   | Messico     | 3        | 2        | 1        | 1        | 0        | 6        | 3        |
| 2   | Stati Uniti | 1        | 2        | 0        | 1        | 1        | 3        | 6        |
| -   | Canada      | ritirato | ritirato | ritirato | ritirato | ritirato | ritirato | ritirato |

Messico qualificato al girone finale

### Gruppo 2
| Data              | Luogo                           | Squadra 1  | Risultato    | Squadra 2  |
| ----------------- | ------------------------------- | ---------- | ------------ | ---------- |
| 21 agosto 1960    | San José                        | Costa Rica | 3 - 2        | Guatemala  |
| 28 agosto 1960    | Città del Guatemala             | Guatemala  | 4 - 4        | Costa Rica |
| 4 settembre 1960  | Tegucigalpa                     | Honduras   | 2 - 1        | Costa Rica |
| 11 settembre 1960 | San José                        | Costa Rica | 5 - 0        | Honduras   |
| 25 settembre 1960 | Tegucigalpa                     | Honduras   | 1 - 1        | Guatemala  |
| 2 ottobre 1960    | Città del Guatemala             | Guatemala  | 0 - 2 (Tav.) | Honduras   |
| 14 gennaio 1961   | Città del Guatemala (spareggio) | Costa Rica | 1 - 0        | Honduras   |

| Pos | Squadra    | Pti | G | V | N | P | GF | GS |
| --- | ---------- | --- | - | - | - | - | -- | -- |
| 1=  | Costa Rica | 5   | 4 | 2 | 1 | 1 | 13 | 8  |
| 1=  | Honduras   | 5   | 4 | 2 | 1 | 1 | 5  | 7  |
| 3   | Guatemala  | 2   | 4 | 0 | 2 | 2 | 7  | 10 |

Costa Rica qualificata al girone finale dopo spareggio con Honduras

### Gruppo 3
| Data             | Luogo      | Squadra 1        | Risultato | Squadra 2        |
| ---------------- | ---------- | ---------------- | --------- | ---------------- |
| 2 ottobre 1960   | Paramaribo | Guyana olandese  | 1 - 2     | Antille Olandesi |
| 27 novembre 1960 | Willemstad | Antille Olandesi | 0 - 0     | Guyana olandese  |

| Pos | Squadra          | Pti | G | V | N | P | GF | GS |
| --- | ---------------- | --- | - | - | - | - | -- | -- |
| 1   | Antille Olandesi | 3   | 2 | 1 | 1 | 0 | 2  | 1  |
| 2   | Guyana olandese  | 1   | 2 | 0 | 1 | 1 | 1  | 2  |

Antille Olandesi qualificate al girone finale

## Girone Finale (CCCF/NAFC)
| Data           | Luogo             | Squadra 1        | Risultato | Squadra 2        |
| -------------- | ----------------- | ---------------- | --------- | ---------------- |
| 22 marzo 1961  | San José          | Costa Rica       | 1 - 0     | Messico          |
| 29 marzo 1961  | San José          | Costa Rica       | 6 - 0     | Antille Olandesi |
| 5 aprile 1961  | Città del Messico | Messico          | 7 - 0     | Antille Olandesi |
| 12 aprile 1961 | Città del Messico | Messico          | 4 - 1     | Costa Rica       |
| 23 aprile 1961 | Willemstad        | Antille Olandesi | 2 - 0     | Costa Rica       |
| 21 maggio 1961 | Willemstad        | Antille Olandesi | 0 - 0     | Messico          |

| Pos | Squadra          | Pti | G | V | N | P | GF | GS |
| --- | ---------------- | --- | - | - | - | - | -- | -- |
| 1   | Messico          | 5   | 4 | 2 | 1 | 1 | 11 | 2  |
| 2   | Costa Rica       | 4   | 4 | 2 | 0 | 2 | 8  | 6  |
| 3   | Antille Olandesi | 3   | 4 | 1 | 1 | 2 | 2  | 13 |

Messico qualificata al Play-off Intercontinentale CONMEBOL / CONCACAF